# Sigyn
Sigyn je božica iz nordijske mitologije, žena Lokija, koja je rodila dva sina, Narvi i Váli. Zvana kao "dječji most", udala se za Lokija u ranim godinama svog života.
Njezino ime izvorno znači "pobjeda". Njeina druga imena su Sigunn i Siguna, a još se koristi kao žensko ime na Islandu.
Nepoznato je gdje je Sigyn mogla biti kontirana od Aesira, Vanira ili Jotuna na rođendan. O njoj se malo zna, ali moderni germanski nepaganizam partikulira njihov rad s Rokkrom ili Jotunom, s odličnim idealima UPG-a, koji spominje Sigyn.
Sigyin se udala za Lokija, boga vatre, kaosa, koji je spletkom smislio Baldrovo ubojstvo. Druga Lokijeva žena je Angrboda, majka Hele, Fenrira i Jörmungandra. Djeca Lokija i Sigyin su Narvi i Váli.
Sigyn je bila veoma odana svom mužu. Nakon Baldrova ubojstva, koga je zapravo ubio Hodr, bogovi su kaznili Lokija tako što su ga okovali i poslali zmiju. Zmija je bila otrovna i svoj otrov kapala na Lokija. Sigyn je bila odana mužu i zato je uzela drvenu posudu i u nju hvatala kapljice otrova. Ali kad bi trebalo isprazniti posudu, otrov bi kapnuo na Lokija te bi tako nastao potres.